# 六ツ見純代
六ツ見 純代（むつみ すみよ）は、日本の作詞家。元スマイルカンパニー所属。現在はフリー。

## 人物
主にJ-POPをはじめアニメソングやCMソングなどを中心に歌詞を提供している。
作詞家の青木久美子は実姉。
2024年3月31日、この日をもってスマイルカンパニーを退所、翌日の同年4月1日よりフリーでの活動に移行した。

## 提供作品
※50音順
- 逢田梨香子 - 「ハナウタとまわり道」[3]
- アイドリング!!! - 「無条件☆幸福」
- 朝倉リク with ボイジャー - 「GEEDの証」※『ウルトラマンジード』オープニングテーマ
- 嵐 - 「いま愛を語ろう」
- 井口裕香 - 「Strike my soul」※『ストライク・ザ・ブラッド』 前期エンディングテーマ
- 今井翼 - 「風の詩」
- Wink - 「Merry Little X'mas」
- X21 - 「エイエン×セツナ」
- ELISA - 「Wonder Wind」「Real Force」
- 『絶対可憐チルドレン』
  - 可憐Girl's - 「Over the Future」※『絶対可憐チルドレン』オープニングテーマ
  - 兵部京介vs皆本光一with賢木修二 starring 遊佐浩二+中村悠一+谷山紀章 - 「Break+Your+Destiny」※『絶対可憐チルドレン』エンディングテーマ
- 川崎フロンターレオフィシャルサポーター - 「Spirits of Frontale」※Sumiyo Mutsumi名義
- Crystal Kay - 「こんなに近くで...」
- Gero - 「BELOVED×SURVIVAL」「名もなき星〜Silent Stars〜」（BELOVED×SURVIVAL収録曲）
- ザ・チルドレン starring 平野綾&白石涼子&戸松遥 - 「早春賦」※『絶対可憐チルドレン』エンディングテーマ
- 島谷ひとみ - 「Garnet Moon」「〜Mermaid〜」「Destiny-太陽の花-」「Take me home」「ハナムケノ言葉」
- 少年隊 - 「自分で選んだ明日をゆく」
- スタミュ
  - team鳳 - 「☆☆永遠★STAGE☆☆」
  - 星谷悠太（花江夏樹） - 「星のストライド」
  - 那雪透（小野賢章） - 「MY FRIEND〜僕でよければ〜」
  - 天花寺翔（細谷佳正） - 「天下の花」
  - 空閑愁（前野智昭） - 「RADIANT MIND」
  - Fourpe(cv 浦島坂田船)「SHOW MUST GO ON!! 」
  - 星谷悠太（花江夏樹）「RISING STAR」
  - 星谷悠太（花江夏樹）那雪透（小野賢章）天花寺翔（細谷佳正）空閑愁（前野智昭）卯川晶（松岡 禎丞）虎石和泉（KENN）「花道∞Go All Out!!」
  - 空閑愁（前野智昭）虎石和泉（KENN）北原廉（梅原裕一郎）「FACE-OFF」
  - 那雪透（小野賢章）卯川晶（松岡禎丞）「ユメツボミ」
- 滝沢秀明 - 「あるがまま」
- 堂本光一 - 「One」
- 中山優馬 - 「がらすの・魔法・」
- 野田愛実 - 「奇想天外ふしぎをどうぞ」※アニメ『ふしぎ駄菓子屋 銭天堂』オープニングテーマ
- 林田健司 - 「DIAMOND」
- V6 - 「Believe Your Smile」「MAGMA」「ラヴ・シエスタ」「Listen」
  - Coming Century - 「BREAKTHROUGH」「I'M HAPPY MAN」「Be with you」
  - 20th Century - 「ジンクス」「Error」「夏のメモリー」
  - 長野博 - 「DAY〜今日から〜」「Stranger than paradise」
- プリキュアシリーズ
  - 池田彩 - 「Alright! ハートキャッチプリキュア!」「ワンダフル↑パワフル↑ミュージック!!」「♯キボウレインボウ♯」「Let's go!スマイルプリキュア!」
  - 石井あみ・熊田茜音・吉武千颯 - 「キミとアイドルプリキュア♪ Light Up!」
  - 宇佐美いちか（美山加恋）&キラ星シエル（水瀬いのり） - 「キラリ☆Avec☆Moi☆」
  - 北川理恵 - 「プリキュア☆彡ハロウィンカーニバル!」
  - キュアエール（引坂理絵）・キュアアンジュ（本泉莉奈）・キュアエトワール（小倉唯）・キュアマシェリ（田村奈央）・キュアアムール（田村ゆかり） - 「HUGっと!YELL FOR YOU」
  - キュアカスタード（福原遥） -「プティ＊パティ∞サイエンス」
  - キュアミラクル（高橋李依）・キュアマジカル（堀江由衣） - 「CURE UP↑RA♡PA☆PA!〜ほほえみになる魔法〜」
  - キラ星シエル（水瀬いのり） - 「YUMESORA∞」
  - 工藤真由 - 「ハートキャッチ☆パラダイス」「Tomorrow Song 〜あしたのうた〜」「ラ♪ラ♪ラ♪スイートプリキュア♪」
  - 涼村さんご（花守ゆみり） - 「チャーミング＊∞＊ハピネス」
  - 林桃子 - 「You make me happy!」「H@ppy Together!!!」
  - 星奈ひかる（成瀬瑛美） - 「イマジネーション☆ハレーション☆彡」
  - 茂家瑞季 - 「Let's!フレッシュプリキュア!」
  - 薬師寺さあや（本泉莉奈）・輝木ほまれ（小倉唯） - 「トモダチという奇跡」
  - ローラ（日高里菜） - 「なかよしのうた」
  - キュアサマー（ファイルーズあい）・キュアコーラル（花守ゆみり）・キュアパパイア（石川由依）・キュアフラミンゴ（瀬戸麻沙美）・キュアラメール（日高里菜） - 「シャンティア〜しあわせのくに〜」
  - キュアサマー（ファイルーズあい）・キュアコーラル（花守ゆみり）・キュアパパイア（石川由依）・キュアフラミンゴ（瀬戸麻沙美）・キュアラメール（日高里菜）・キュアブロッサム（水樹奈々）・キュアマリン（水沢史絵）・キュアサンシャイン（桑島法子）・キュアムーンライト（久川綾） - 「シャンティア〜しあわせのくに〜（エンディング主題歌Ver.）」
  - Machico - 「えがおのままで」
  - ローラ（日高里菜）・夏海まなつ（ファイルーズあい）・涼村さんご（花守ゆみり）・一之瀬みのり（石川由依）・滝沢あすか（瀬戸麻沙美） - 「なかよしのうた〜いっしょにうたおう♪だいすきなともだち〜」
  - 品田拓海（内田雄馬） - 「俺に出来ること」
  - ローズマリー（前野智昭） - 「アリノママGLORIOUS」
  - 石井あみ・吉武千颯 - 「ヒロガリズム」
  - Machico - 「やくそく」
  - Machico - 「やくそく 〜Original Remix Version〜」
  - 石井あみ・吉武千颯 - 「ヒロガリズム(TVサイズ)」
  - 吉武千颯 - 「ワンダービート」
- Misty Eyes - 「MIND EDUCATION」※『新機動戦記ガンダムW BLIND TARGET』テーマソング
- MOB CHOIR - 「1」
- ももいろクローバーZ - 「マホロバケーション」
- 米川英之 - 「Tower side story」（アルバム『INTO THE LIGHT』収録）、「End of the World」「Getting Better」「月灯り」「ORDINARY」（アルバム『End of the World』収録）、「Our Song」「Starting Over」「Sunset Fizz」（アルバム『CALLIN'』収録）、「ALRIGHT!!!!」「夜明け前〜Before Down〜」「DEAR MY BLUE」（アルバム『THE RADICAL SPIRIT』収録）、「Vintage」「Sailing on」「Get over it」（アルバム『彩-irodori-』種録）
- ワルキューレ - 「不確定性☆COSMIC MOVEMENT」（共作）、「AXIA〜ダイスキでダイキライ〜」